# Sam Perkins
Samuel Bruce Perkins, mais conhecido como Sam Perkins (Brooklyn, 14 de junho de 1961) é um ex jogador norte-americano de basquete que jogou na National Basketball Association (NBA) e também foi membro da Seleção Estadunidense de Basquetebol, na qual, conquistou o ouro nos Jogos Olímpicos de Los Angeles 1984.
Perkins era apelidado de "Sleepy Sam" e  "Big Smooth", ele estudou em Shaker High School e depois na Universidade da Carolina do Norte, onde ao lado de Michael Jordan defendiam o time da faculdade o Tar Heels. Perkins ao lado de Jordan foi peça fundamental para a conquista do título da Divisão I da NCAA de 1982. Em seguida, Perkins foi selecionado na 4ª posição geral do draft da NBA de 1984 pelo Dallas Mavericks e jogou na NBA entre 1984 á 2001.

## Prêmios e Homenagens
- NBA All-Rookie Team:
  - primeiro time: 1985